# Elnora (Indiana)
Elnora es un pueblo ubicado en el condado de Daviess en el estado estadounidense de Indiana. En el Censo de 2010 tenía una población de 640 habitantes y una densidad poblacional de 260,66 personas por km².

## Geografía
Elnora se encuentra ubicado en las coordenadas 38°52′34″N 87°5′5″O / 38.87611, -87.08472. Según la Oficina del Censo de los Estados Unidos, Elnora tiene una superficie total de 2.46 km², de la cual 2.46 km² corresponden a tierra firme y (0%) 0 km² es agua.

## Demografía
Según el censo de 2010, había 640 personas residiendo en Elnora. La densidad de población era de 260,66 hab./km². De los 640 habitantes, Elnora estaba compuesto por el 96.88% blancos, el 0.47% eran afroamericanos, el 0.31% eran amerindios, el 0.63% eran asiáticos, el 0% eran isleños del Pacífico, el 0.31% eran de otras razas y el 1.41% pertenecían a dos o más razas. Del total de la población el 1.72% eran hispanos o latinos de cualquier raza.